# Річард Бротіґан
Річард Бротіґан (англ. Richard Brautigan, 30 січня 1935 — 14 вересня 1984) — американський письменник і поет, автор 11 романів, 10 поетичних збірок і 2 збірок коротких оповідань.
Його проста для прочитання проза була тісно пов'язана з біт-культурою, яка розцвітала у 60-70-х роках 20-го століття. Роботи Бротіґана характерні своєю відстороненою оповіддю від першої особи та його характерним автобіографічним дивацьким прозовим стилем та епізодичною структурою розповіді, повною неконвенційних, але яскравих метафор, гумору і сатири, поданої у оманливо спрощеній, майже дитинній манері. Його найбільшим творчим проривом став роман «Ловля форелі в Америці» (1967). Показово, що Бротіґан не надто популярний за межами США, втім його вплив на контркультурні рухи не можна недооцінювати.
На цей час українською перекладена добірка поезій і три найвідоміші романи Річарда Бротіґана «У кавуновому цукрі» («Всесвіт» № 1-2, 2016), «Ловля форелі в Америці>» (Komuboook, 2017) та «Генерал Конфедерації з Біґ-Сур» (Komuboook, заплановано на 2018).

## Особисте життя
Річард Гері Бротіґан народився в Такомі, штат Вашингтон 30 січня 1935. Його батьками були Бернард Ф. Бротіґан (1908—1994) — робітник фабрики, згодом ветеран 2-ї Світової війни, та Лулу Мері Кехо «Мері Лу» Бротіґан (нар. 1911) — офіціантка. Батьки Річарда розлучилися ще до його народження. Про свого батька і про те, що його справжнє прізвище Бротіґан, він дізнався від матері, коли прийшов час одержувати атестат. Мати тоді вирішила, що в документі про освіту має стояти прізвище батька. Річард бачився з батьком лише двічі в житті.
Складні життєві обставини та відносини з батьком та численними відчимами, які постійно ображали самого хлопця та членів його родини, помітно вплинули на формування особистості Річарда. Крім всього іншого, дослідження біографії ранніх років письменника є дуже складним, бо у своїх розповідях він часто вигадував неіснуючі деталі та промовчував про існуючі, що робило історію його сім'ї містичною загадкою. Втім, його переживання вилились у те, що федеральна лікарня штату Орегон діагностувала у нього шизофренію та клінічну депресію і він проходив процедуру електрошокової терапії 12 разів.
У 1956 Бротіґан переїжджає до Сан-Франциско, маючи за плачима мрії про нове краще життя та перший літературний успіх: за два роки до переїзду шкільна газета надрукувала його вірш «Світло» "The Light". У Сан-Франциско Бротіґан познайомився з письменниками Майклом МакЛюром, Джеком Спайсером і Алленом Ґінзберґом. Він також брав участь у читаннях під назвою «Ніч балачок» у популярному серед художників і поетів місці, а також виступав з віршами на концертах і перформансах, організованих театром Діґґерс.
Там же у Сан-Франциско 8 червня 1957 Бротіґан одружився з Вірджинією Діон Адлер.
25 березня 1960 у них народилася дочка Іанте Елізабет Бротіґан. Незабаром після народження дочки вони розлучилися, оскільки Бротіґан страждав від алкоголізму і депресії та часом зривав своє розчарування на дружині, застосовуючи насилля щодо неї.
Згодом письменник одружився ще раз у 1977 році на дівчині, з якою він познайомився у Японії, на ім'я Акіко Йошимура, але цей шлюб також не тривав довго і майже через три роки вони розлучились.

## Становлення як письменника
Першим опублікованим твором Бротіґана став вірш The Return of the Rivers (1958), за яким пішли дві поетичні збірки The Galilee Hitch-Hiker (1958) і Lay the Marble Tea (1959).
Після виходу збірок віршів, Бротіґан вирішив спробувати себе в прозі. Його перший опублікований твір «Confederate General from Big Sur» (Генерал конфедерації з Біґ-Сур, 1964) не був популярним. Але після появи «Trout Fishing in America» (Ловлі форелі в Америці) у 1967 до Бротіґана прийшла міжнародна слава, а критики назвали його найбільш цікавим представником контркультурного молодіжного руху, що зародився в 60-і. До кінця 70-х Бротіґан опублікував ще 4 поетичні збірки (The Octopus Frontier (1960), All Watched Over by Machines of Loving Grace (1967), The Pill Versus the Springhill Mine Disaster (1968), Please Plant This Book (1969)) і роман «In Watermelon Sugar» (В кавуновому цукрі, 1968). Один твір Бротіґана цього часу, The God of The Martians, так і залишилося неопублікованим. Його було надіслано, як мінімум, двом редакторам, і обидва його відкинули. Копія рукопису була знайдена в одного з них вже після його смерті.
Бротіґан заприсягся не писати продовження до «Ловлі форелі» попри її значний успіх і почав активно експериментувати з різноманітними літературними жанрами. Це видно навіть з назв його романів: «The Abortion: An Historical Romance» (Аборт. Історичний роман, 1971); «The Hawkline Monster: A Gothic Western» (Чудовисько Гоклайнів. Готичний вестерн, 1974); «Willard and His Bowling Trophies: A Perverse Mystery» (Віллард та його киплячі трофеї. Збочена містерія, 1975); «Sombrero Fallout: A Japanese Novel» (Невдача зі сомбреро. Японський роман (1976); «Dreaming of Babylon: A Detective Novel 1942» (Мрії про Вавилон. Детективний роман, 1977). Також до цього періоду належать збірка оповідань: «Revenge of the Lawn»(Помста газону, 1971), а також три поетичні збірки: Rommel Drives On Deep into Egypt (1970), Loading Mercury with a Pitchfork (1976), June 30th, June 30th (1978).
Річард Бротіґан не надто переймався своєю популярністю, хоча, як і будь-якого письменника, його тішила прихильність і критиків, і читачів. Однак досить швидко літературна критика перетворює «літературного ідола» на нездару. Поет Лоуренс Ферлінгетті говорив про нього: «Я завжди чекав, коли Річард зросте як письменник. Мені здається, він був страшенно наївним, але я не думаю, що він це в собі культивував, це само собою виходило. Начебто він більше залишався на хвилі з фореллю в Америці, ніж з людьми». Звісно, Річард Бротіґан таку зміну в оцінці своєї творчості сприйняв дуже болісно: він страждає від алкоголізму, безсоння, глибоких депресій, і на знак протесту навіть відмовляється спілкуватися з пресою. Однак попри все Бротіґан продовжує писати. Але фортуна вже відвернулася від письменника: в 1976 р. його твір «Willard and His Bowling Trophies: A Perverse Mystery» (Віллард та його киплячі трофеї. Збочена містерія, 1975) визнають найгіршим романом року, а в 1980-му р. роман «So The Wind Won't Blow It All Away» (Так щоб вітер усе це не звіяв) критика розгромила вщент. У 1980 р. виходить друком ще один роман — «Експрес Токіо — Монтана», а в 1983-му письменник закінчив роботу над своїм останнім романом «An Unfortunate Woman: A Journey» (безталанна жінка: подорож, 1982), який було опубліковано лише 1993 року у Франції, а 1999-го — в Америці.

## Літературні невдачі та контроверсійне самогубство
Невлаштованість приватного життя, нерозуміння з боку родини та друзів, гостра критика творчості, мабуть, усе це підштовхнуло Річарда Бротіґана до самогубства. 1984 р. його не стало, а його самогубство стало черговою таємницею у біографії письменника. Його життя забрав постріл з Магнуму 44-го калібру, і до того моменту, коли його тіло знайшли 25 жовтня 1984 року, було майже неможливо точно встановити дату смерті. В той час ходили чутки про прощальну записку Бротіґана із зашифрованим підтекстом, проте його донька виступила із офіційним спростуванням того, що така записка існувала. Пізніше вона написала книгу під назвою «Смерть не зловити» («You Can't Catch Death», 2000), у якій вона описала свої спогади про батька.

## Вплив на культуру
Сьогодні письменники, художники і музиканти, чиїм натхненням стала біт-культура, відкривають для себе Бротіґана, в тому числі і за межами США, інтерес до його творчості зростає, а його твори вже перекладені більш ніж двадцятьма мовами світу. Назву його творів носять такі музичні гурти, як пенсильванський дует «Watermelon Sugar», техаський дует «Trout fishing in America», що грає у стилі фолк-рок та інші.

### Романи
- Генерал Конфедерації з Біґ-Сур (1964)
- Ловля форелі в Америці (1967)
- У кавуновому цукрі[en] (1968)
- Аборт. Історичний роман[en] (1971)
- Почвара Гоклайнів. Ґотичний вестерн[en] (1974)
- Віллард і його бовлінґові призи. Завзятий детектив (1975)
- Невдача зі сомбреро. Японський роман (1976)
- Мріючи про Вавилон. Детективний роман (1977)
- Експрес Токіо — Монтана (1980)
- Аби вітер усе це не звіяв[en] (1980)
- Безталанна жінка. Подорож (1982)

### Поезія
- Повернення річок[en], 1957
- Галілейський автостопер[en], 1958
- Покладіть мармуровий чай[en], 1959
- Восьминогів рубіж[en], 1960
- За всіма наглядають машини люблячої благодаті[en], 1967
- Будь ласка, посадіть цю книгу[en], 1968
- Піґулка проти спрінґгіллської гірничої катастрофи[en], 1969
- Роммель в'їжджає в Єгипет[en], 1970
- Підняти ртуть вилами[en], 1976
- 30-те червня, 30-те червня[en], 1978